# しまくとぅばの日
しまくとぅばの日（しまくとぅばのひ）は、「しまくとぅば」の奨励を目的に、「しまくとぅばの日に関する条例」（平成18年（2006年）3月31日沖縄県条例第35号）によって定められた記念日である。毎年9月18日。9月18日は、「く」で9、「とぅ」で10、「ば」で8という語呂合わせである。
「しまくとぅば」とは「島言葉」、すなわち沖縄の島々で伝えられてきた言葉（琉球諸語・琉球方言）という意味である。歴史的・地理的背景から沖縄県内の言葉は日本本土との相互理解可能性が著しく低く、戦後しばらくまで強力な標準語励行運動が実施された。伝統的な言葉の衰退が本土以上に進み、高齢層以外の日常会話はウチナーヤマトグチなど標準語の影響を強く受けた言葉が主流となった。郷土文化を見直す機運が高まるなか、しまくとぅばの現状を危惧する声も強くなり、「沖縄県各地域のしまくとぅばを次世代へ継承していこう」などの趣旨で、2006年に制定された。地域の言葉を奨励する条例の制定は、日本国内で初の試みであった。
条例が制定されて以降、9月18日には沖縄県各地でしまくとぅばに親しむイベントや今後を考えるシンポジウムが開催されるようになった。